# Presa de Valdeinfierno (Cádiz)
Valdeinfierno es una presa derivadora que capta los aportes del arroyo homónimo, afluente del río Palmones, y su posterior conducción, mediante tuberías de fibrocemento, al embalse de Charco Redondo.
Las dos tuberías que parten de cada azud se reúnen en una conducción común, diseñada para un caudal de 1 m³/s.
Está ubicada en la provincia de Cádiz (España), cerca de la localidad de Los Barrios. Ocupa una cuenca de 23 km² y aporta al embalse del Charco Redondo una media anual de 11,6 hm³.
- Datos: Q6085409